# Quattordio
Quattordio es un comune (municipio) de 1753 habitantes de la provincia de Alessandria, en la región Piamonte (Piemonte), Italia.

## Evolución demográfica
| Gráfica de evolución demográfica de Quattordio entre 1861 y 2001 |
|                                                                  |
| Fuente ISTAT - elaboración gráfica de Wikipedia                  |

- Datos: Q17650
- Multimedia: Quattordio / Q17650

1. ↑  Worldpostalcodes.org, código postal n.º 15028.
2. ↑  «Codici Catastali». Comuni-italiani.it (en italiano). Consultado el 29 de abril de 2017.